# Aaholmi
Aaholmi är en ö i Finland. Den ligger i Bottenhavet och i kommunen Nystad i den ekonomiska regionen  Nystadsregionen i landskapet Egentliga Finland, i den sydvästra delen av landet. Ön ligger omkring 68 kilometer nordväst om Åbo och omkring 210 kilometer väster om Helsingfors.
Öns area är 11,4 hektar och dess största längd är 490 meter i nord-sydlig riktning. Några hundra meter väster om ön ligger holmen Aaholminpauha.